# Колонково
Колонко́во — село в Тогульском районе Алтайского края, входит в состав Антипинского сельсовета.

## География
Село находится на юге Тогульского района на правом берегу Чумыша. Ближайшие населённые пункты — Антипино, Мартыново, Аксёново, Бураново. От районного центра расположено в 16 км.

#### Улицы
1. Бийская
2. Молодёжная
3. Партизанская

## История
Село было основано в 1759 году, ранее именовалось деревней Колонкова.

## Население
Численность населения — 234 человека (2013).
| 1997 | 1998 | 1999 | 2000 | 2001 | 2002 |
| ---- | ---- | ---- | ---- | ---- | ---- |
| 379  | ↘372 | ↘366 | ↘345 | ↘341 | ↘330 |
| 2003 | 2004 | 2005 | 2006 | 2007 | 2008 |
| ↘325 | ↘324 | ↘317 | ↘297 | ↘285 | ↘283 |
| 2009 | 2010 | 2011 | 2012 | 2013 |      |
| ↘277 | ↘253 | ↗256 | ↘235 | ↘234 |      |

## Социальная среда
В селе функционирует основная общеобразовательная школа, продовольственные магазины, совхоз.